# Mii
Mii é um avatar personalizável utilizado em alguns consoles de videogames da Nintendo e aplicativos para smartphones. Os Miis foram introduzidos pela primeira vez no Wii, e mais tarde em outros consoles como 3DS, Wii U e Nintendo Switch.
Miis podem ser criados usando diferentes características de corpo, rosto, cabelo e roupas. Eles podem ser usados como personagens dentro de jogos nos consoles, seja como um avatar de um jogador específico (como jogos da série Wii) ou personagens de um jogo de simulação (Tomodachi Life e Miitopia). O Miis pode ser compartilhados e transferidos entre os consoles da Nintendo.
No 3DS e Wii U, as contas de usuário são associadas a um Mii como seu avatar, e usadas como base dos recursos de redes sociais dos sistemas, mais especificamente o Miiverse. No Nintendo Switch, um Mii ainda pode ser usado como um avatar para sua conta, você também pode usar avatares representando alguns personagens da Nintendo. No entanto, jogos como Mario Kart 8 Deluxe, Go Vacation, Super Smash Bros. Ultimate, New Super Mario Bros. U Deluxe e Nintendo Switch Sports usam Miis como personagens jogáveis. Eles também podem ser usados como fotos de perfil para Contas Nintendo, e podem ser usados alguns jogos de smartphones.

## Criação
Os personagens Mii são criados e armazenados no Mii Channel ou no Mii Maker, que são pré-instalados nos consoles Wii e Nintendo 3DS/Wii U, respectivamente. O usuário pode escolher nome, gênero, cor favorita e personalizar aparências físicas: penteados, olhos, nariz, formato da boca, pelo faciais e detalhes no rosto. Você também pode ajustar o tamanho, cor e alinhamento da maioria das características. Os acessórios, como chapéu e óculos também podem ser colocados além de altura e formato do corpo,